# Moïse de Camondo

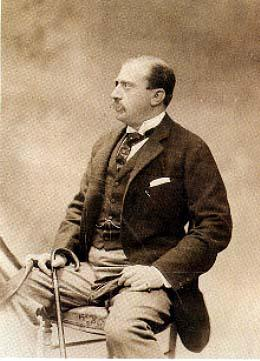
Moïse de Camondo

Comte Moïse de Camondo (geboren am 15. März 1860 in Konstantinopel und gestorben am 14. November 1935 im 8. Arrondissement von Paris) war ein italienischer Bankier und Kunstsammler türkischer Abstammung und Gründer des Musée Nissim-de-Camondo.

## Leben
Moïse de Camondo entstammte einer sephardischen Familie aus der Türkei, die die italienische Staatsbürgerschaft erhielt und 1867 von König Viktor Emanuel II. in den Adelsstand erhoben wurde.
Er kam 1869 im Alter von neun Jahren nach Frankreich, nachdem sein Vater Nissim und sein Onkel Abraham-Behor beschlossen hatten, die von der Familie Camondo im Osmanischen Reich begonnenen Finanzgeschäfte in Paris auszubauen.

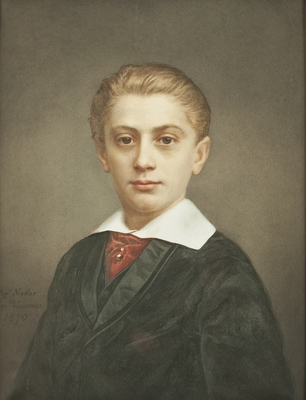
Moïse de Camondo, etwa 10 Jahre alt

Die Familie zog in die Rue de Monceau, wo Nissim von dem Unternehmer Violet ein Hôtel particulier (Nr. 63) kaufte (das von Émile Zola in Die Beute als Hotel Saccard dargestellt wurde). Dieses Anwesen wurde von Moïse bis auf die Wirtschaftsräume abgerissen, während sein Bruder daneben sein eigenes Hôtel errichten ließ.
Als geschickter und gefürchteter Finanzier gehörte Nissim de Camondo in den späten 1870er Jahren zusammen mit der Familie Lebaudy, Louis Cahen d'Anvers und Herman Hoskier zu den großen Investoren an der Pariser Börse. Während des Bankrotts der Union Générale im Jahr 1882 gehörte er zusammen mit Louis Cahen d'Anvers, Rothschild und der Banque de Paris zu der kleinen Gruppe großer Finanziers, die die Rettung der in die Krise geratenen Banken organisierten und einen Sonderfonds mit 20 Millionen Francs einrichteten. 1895, zur Zeit des Bergbaubooms in Südafrika, einer der Gründer der Compagnie française des mines d'or de l'Afrique du Sud. Sein Sohn Moïse wurde, wie sein Cousin Isaac de Camondo, ein prominenter Sammler und gleichzeitig ein wichtiger Finanzier. 1916 wurde die Banque I. Camondo & Cie liquidiert.

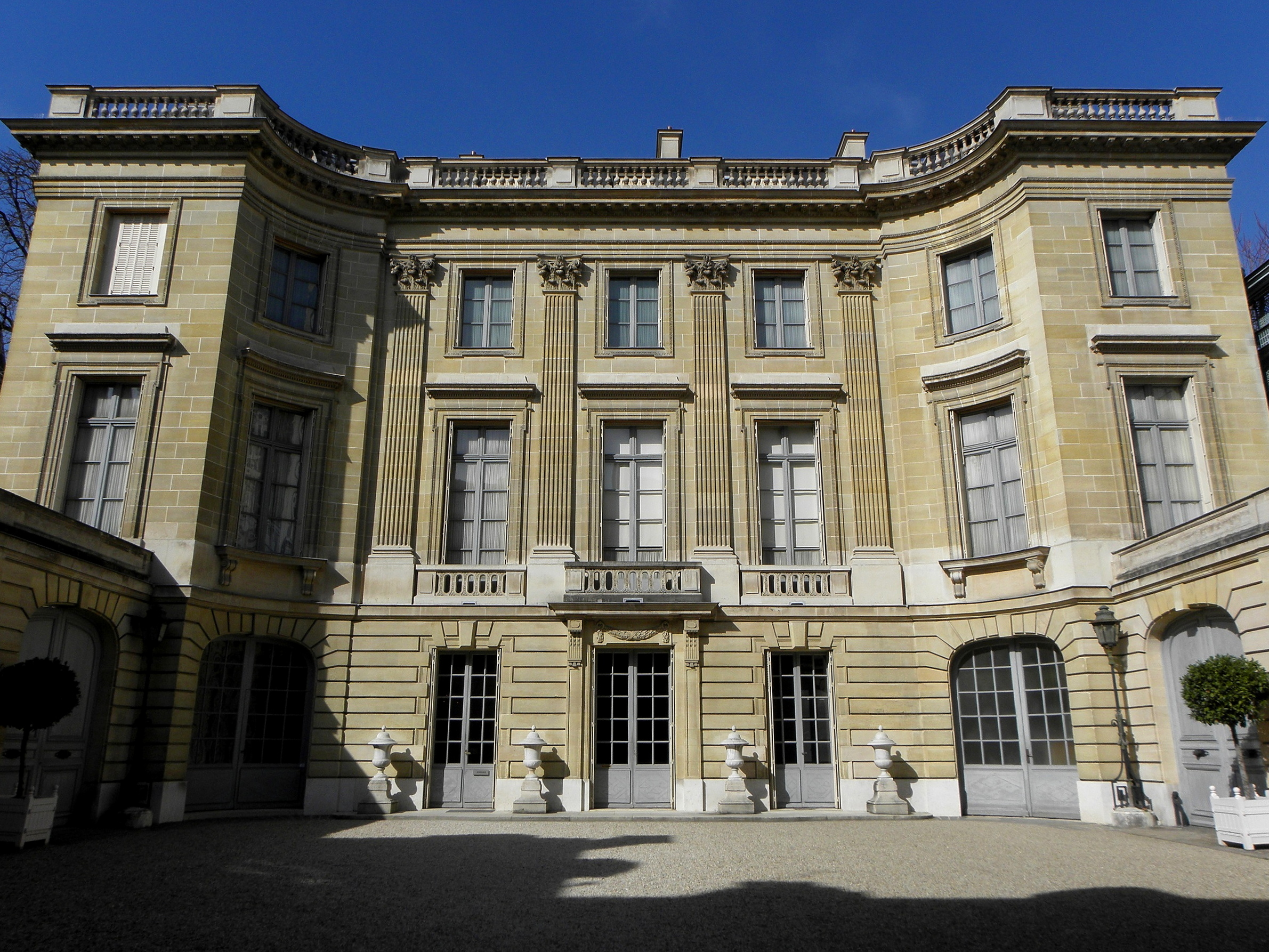
Das Hôtel particulier Moïse de Camondos in der Rue de Monceau

Moïse de Camondo, der sich für die Kunst des 18. Jahrhunderts in Frankreich begeisterte, ließ nach dem Tod seiner Mutter 1910 das Haus seines Vaters abreißen und ein neues Stadtpalais (Hôtel particulier) errichten, dessen Stil und Fläche zu seiner bedeutenden Sammlung von Möbeln, Gemälden und Kunstgegenständen aus dem 18. Jahrhundert passten. Die Bauarbeiten erstreckten sich von 1911 bis 1914 und wurden von dem Architekten René Sergent geleitet.

## Ehe und Familie
Am 14. Oktober 1891 heiratete er Irène Cahen d'Anvers (1872–1963), die Tochter von Louis Cahen d'Anvers, und Louise de Morpurgo (siehe auch Bischoffsheim (Familie)), „deren Pariser Hotel (2, rue de Bassano) der Schauplatz der am meisten kommentierten Empfänge war“. Sie besaßen das Schloss Champs-sur-Marne, das mit großem Aufwand restauriert, umdekoriert und neu möbliert wurde, und das Herrenhaus La Jonchère in Bougival.
Das Paar trennte sich im August 1897 nach ihrer Affäre mit Camondos Stallmeister, Graf Charles Sampieri (1863–1930), den sie später heiratete und von dem sie sich wieder scheiden ließ; die beiden Kinder aus der Ehe blieben nach der am 8. Januar 1902 ausgesprochenen Scheidung bei ihrem Vater und lebten in Hôtel particulier der Familie in der Rue Hamelin in Paris, der Wohnsitz der Familie bis 1914 war: einen Sohn, Nissim (geboren 23. August 1892), der nach seinem Großvater benannt wurde, und Béatrice (geboren 9. Juli 1894), die 1919 Léon Reinach heiratete. Am 5. September 1917 kam Nissim, der seit Beginn des Ersten Weltkriegs als Luftbildfotograf in der französischen Luftwaffe tätig war, im Alter von 25 Jahren bei einem Luftkampf seiner Einheit im Département Meurthe-et-Moselle ums Leben.
Dieser tragische Tod veranlasste seinen Vater, sein Hôtel und seine Sammlungen der Union Centrale des Arts Décoratifs zu vermachen. In diesem Sinne bereicherte er das Haus bis zu seinem Tod im Jahr 1935 kontinuierlich, um ein Ensemble zu schaffen, das die Kunst des 18. Jahrhunderts perfekt repräsentiert (siehe Museum Nissim de Camondo)

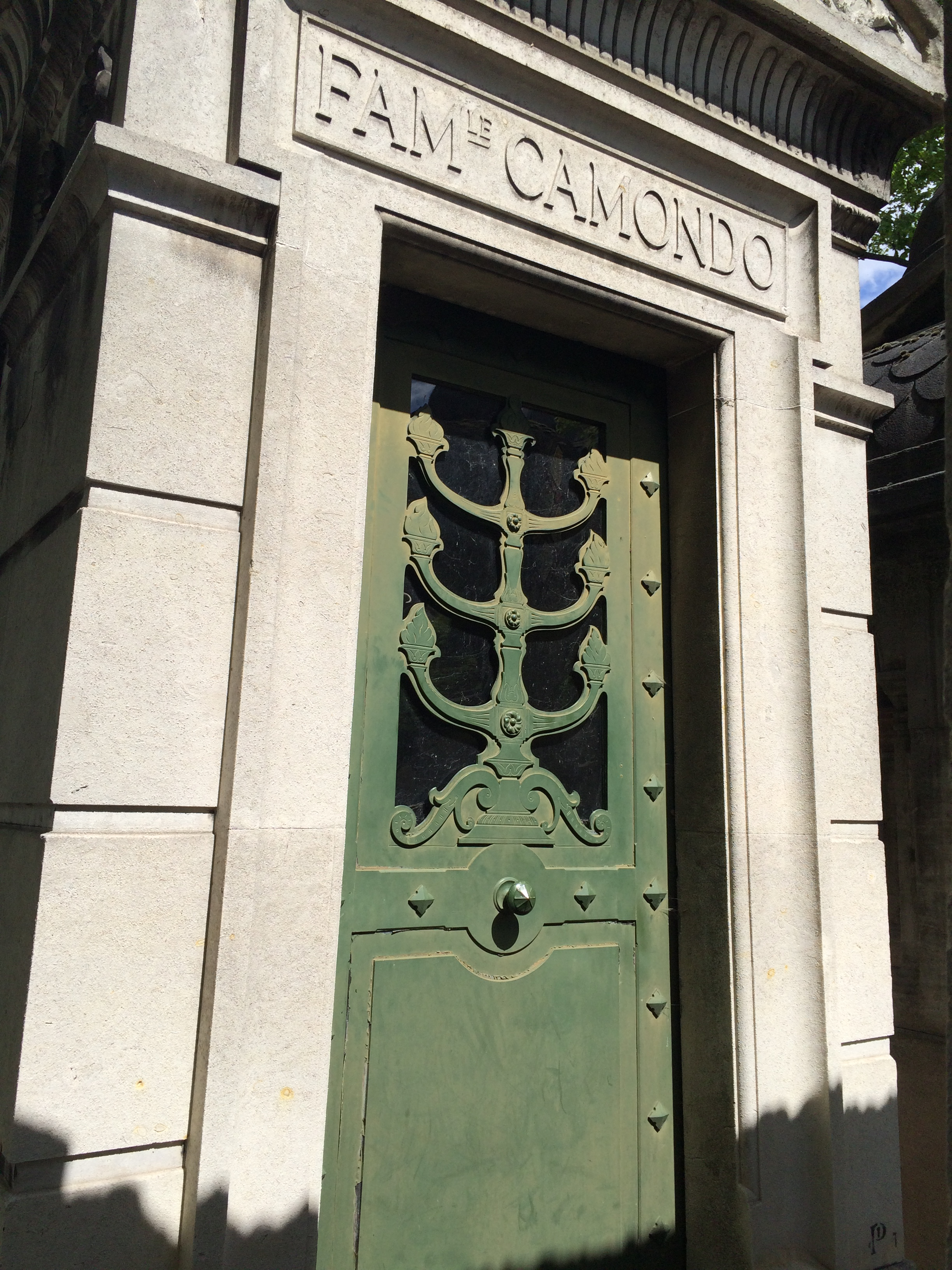
Gruft der Familie Camondo auf dem Cimetière de Montmartre

Comte Moïse de Camondo starb am 14. November 1935 in Paris und wurde in der Familiengruft auf dem Cimetière de Montmartre bestattet.
Während des Zweiten Weltkrieges wurden die vier Mitglieder der Familie Reinach, die einzigen Erben des Camondo-Vermögens, ins KZ Auschwitz deportiert: Am 5. Dezember 1942 wurden seine Tochter Béatrice und seine Enkelin Fanny (1920–1943) in ihrem Haus in Neuilly-sur-Seine verhaftet, und am 12. Dezember wurden im Département Ariège sein Schwiegersohn Léon Reinach (1893–1943) und dessen Sohn Bertrand (1923–1943) nach dem Verrat eines Schleusers verhaftet, die somit „durch das Zusammenwirken der Deutschen, die sie nicht mochten, und der Franzosen, die sie kaum mochten, dem Schlimmsten versprochen“ waren. Alle vier wurden im KZ Auschwitz ermordet.
Irène Cahen d'Anvers überlebte den Krieg versteckt in Paris (Wohnung in der Rue de la Tour) unter ihrem italienischen Namen und mit ihrem italienischen Pass. Als Alleinerbin ihrer Tochter Béatrice erhielt Irène das große Camondo-Vermögen, das sie in den Casinos an der Côte d’Azur verprasste. Irène hatte auch eine Tochter mit Sampieri, Claude Germaine (1903–1995), die den französischen Jagdflieger und Rennfahrer André Dubonnet heiratete. Irène starb 1963 in Paris im Alter von 91 Jahren.